# Alpinia diffissa
Alpinia diffissa là một loài thực vật có hoa trong họ Gừng. Loài này được Roscoe mô tả khoa học đầu tiên năm 1815.